# Jean Yaovi Degli
Jean Yaovi Degli est un avocat togolais, ancien ministre délégué chargé des relations avec le parlement de transition - le Haut Conseil de la République (HCR) - en 1992 et porte-parole du gouvernement,, du Premier ministre Joseph Kokou Koffigoh.
Ancien opposant de feu Gnassingbé Eyadema, il s'exile au Ghana et est impliqué dans la tentative de coup d'État contre le président de la République togolaise en janvier 1994. À la suite de l'échec du coup d'État il s'enfuit pour la France.
Il assure à partir de 1997 la défense du général de brigade Gratien Kabiligi (ancien chef des opérations à l'état-major de l'armée rwandaise et accusé notamment de crime de génocide) au Tribunal pénal international pour le Rwanda (TPIR). Il en est exclu en 2004 en raison « de malhonnêteté, de fraude et de tromperie »,,, ce qu'il dément formellement en évoquant une « cabale ».
Le 3 juillet 2014, le tribunal correctionnel de Paris l'a totalement blanchi des accusations portées contre lui devant le TPIR, ce qui confirme finalement que l'ancien ministre togolais avait raison quand il affirmait que cette affaire relevait d'une cabale à son encontre.
Dans le procès de la tentative de coup d'État de 2015 au Burkina Faso, Jean Yaovi Degli a été l'avocat du bras droit de Blaise Compaoré, le général Gilbert Diendéré, qui a été condamné en première instance à vingt ans de prison. 

## Publications
- Jean Yaovi Degli, Togo : à quand l'alternance politique ?, Paris, Éditions L'Harmattan, coll. « Études africaines », 2007, 555 p. (ISBN 978-2-296-04329-9, lire en ligne)
- Jean Yaovi Degli, Togo, la tragédie africaine, Éditions Nouvelles du Sud, 1996, 262 p.